# Félix Plasencia
Félix Ramón Plasencia González es un diplomático y político venezolano, quien ocupó el cargo de Ministro de Relaciones Exteriores de Venezuela entre 2021 y 2022. Anteriormente ocupó los cargos de viceministro para Temas Multilaterales del Ministerio para Relaciones Exteriores, así como del viceministerio para Asia, Medio Oriente y Oceanía, respectivamente y en el ministerio del Turismo y Comercio Exterior.

## Trayectoria

### Estudios
Es egresado de la Universidad Central de Venezuela, donde cursó Estudios Internacionales. También tiene una maestría en Estudios Europeos en la Universidad Católica de Lovaina, Bélgica, y un posgrado en Estudios Diplomáticos en el New College de la Universidad de Oxford, en Reino Unido.

### Trayectoria diplomática
Plasencia ingresó al cuerpo diplomático de Venezuela en 1991 mediante un concurso público, bajo la administración de Carlos Andrés Pérez. Conoció a la actual vicepresidenta Delcy Rodríguez, entonces parte del cuerpo diplomático, cuando trabajaban en la embajada de Venezuela en Londres en 1994, durante el gobierno de Rafael Caldera.
Con la llegada de la Revolución bolivariana al poder, Plasencia permaneció como diplomático de carrera en la cancillería. En 2012 fue designado director de Relaciones Internacionales de la Alcaldía del Municipio Libertador de Caracas, y presidente de Fundapatrimonio, bajo el mandato del alcalde para el momento, Jorge Rodríguez. En 2014 fue nombrado por la entonces canciller Delcy Rodríguez como director de protocolo del Ministerio de Relaciones Exteriores.
De acuerdo con Infobae, cuando Plasencia estuvo al frente de la administración de la cancillería, ordenó la jubilación anticipada de todos los diplomáticos de carrera, incluidos de su promoción, «porque no eran simpatizantes del régimen». Plasencia es nombrado viceministro para Asia, Medio Oriente y Oceanía en 2016 y en 2018 viceministro para Temas Multilaterales. Fue anfitrión del gobierno venezolano durante la visita de la Alta Comisionada de las Naciones Unidas para los Derechos Humanos, Michelle Bachelet en junio de 2019. También fue parte de la delegación chavista en la fallida mesa de negociación de Noruega en julio de ese año.
En agosto de 2019 fue designado por el presidente Nicolás Maduro como ministro de Turismo y Comercio Exterior. Unos meses después, en diciembre, se convierte en jefe de gobierno del Territorio Insular Francisco de Miranda. En enero de 2020, la presencia de Félix Plasencia en el aeropuerto de Barajas, Madrid generó una controversia política en España, ya que según fuentes policiales, el ministro español José Luis Ábalos se había subido al avión de Delcy Rodríguez, para pedirle que esta no bajara de la aeronave porque sería detenida. Ábalos afirmó que estaba en el aeropuerto para recibir a Plasencia a quien describió como «amigo personal», y no para encontrarse con Rodríguez.
Entre 2020 y 2021 fue embajador de Venezuela en China. El 19 de agosto de 2021, Nicolás Maduro designa a Plasencia como canciller de la República, en reemplazo de Jorge Arreaza. Para Milos Alcalay, excanciller venezolano «Al ser canciller ya no es un funcionario de carrera, es una decisión política. Creo que hay que dejarle el beneficio de la duda, esperar un tiempo, porque tenemos que ver si va a seguir actuando como profesional, cosa que en un régimen como el de Maduro es difícil, en el sentido de cumplir los alcances de la carrera diplomática, o si por el contrario va a asumir un papel más político», ponderando sobre si el hecho de ser un diplomático de carrera impactaría en la política exterior del gobierno venezolano.

## Vida personal
Además de ser venezolano por nacimiento, Plasencia posee la nacionalidad española, al ser hijo de inmigrantes españoles, específicamente de Tenerife.